# Mohamed Lemine Ould Raghani
Mohamed Lemine Ould Raghani (Nouadhibou, 31 de marzo de 1967) es un político y economista de Mauritania.
Es doctor en Ciencias Económicas por la Universidad Lumière Lyon 2, donde también se diplomó en finanzas y diplomado en Estudios Comerciales Superiores en Túnez.
Comenzó su actividad profesional en el Banco Central de Mauritania donde llegó a ser Director adjunto en 1995 y Asesor del Gobernador en 2002. En 2006 fue nombrado asesor económico del Presidente de la República hasta que en 2007 fue designado Ministro de Salud, quedando en funciones de facto tras el golpe de Estado de 2008 que depuso al Presidente Sidi Ould Cheikh Abdallahi.